# II. arhidiakonat
II. arhidiakonat je arhidiakonat Nadškofije Ljubljana. Obsega večji del Gorenjske. Skupno je v arhidiakonatu 76 župnij.

## Dekanije
- Dekanija Kranj
- Dekanija Radovljica
- Dekanija Šenčur
- Dekanija Škofja Loka
- Dekanija Tržič